# Sant'Apollonia tra i santi Lorenzo e Defendente
Sant'Apollonia tra i santi Lorenzo e Defendente è un dipinto tempera grassa su tela di Jacopino Scipioni realizzato per la chiesa di San Bernardino in via Pignolo di Bergamo. Il dipinto fu rubato nel 1986 e non ritrovato. 

## Storia
Il 26 gennaio 1509 il pittore Jacopino Scipioni firmava un contratto con Pietro Martire Rota di fronte al notaio Giovanni Antonio Maffeis, dove s'impegnava a realizzare un dipinto dove dovevano essere raffiguranti santa Apollonia, san Lorenzo e san Defendente: pulcras et laudabile (figuras) […] cum stellis aureis et campum ex azuro nbono et fino […].Un secondo atto attesta la consegna del dipinto il 2 agosto del medesimo anno e il pagamento di quanto si era precedentemente pattuito. La corrispondenza degli atti con il dipinto è confortata dal documento che indica il Rota nel 1514 in qualità di donatore con un lascito testamentario intitolato alla chiesa di via Pignolo, e precisando che doveva essere a uso dell'altare dove si trovava la pala dello Scipioni. Il lascito imponeva l'obbligo di recitare tre mese tempore festivitaris cuiusliber ipsorum Sanctorum.
La prima citazione del dipinto è inserita negli atti della visita pastorale di san Carlo Borromeo arcivescovo di Milano dell'autunno del 1575. Nel 1750 fu descritta da Francesco Tassi nel suo Indice delle chiese e della città e dei Borghi: nel secondo altare la tavola con i Santi Apollonia Lorenzo e altro Santo martire è di maniera antica e sembra di scuola dei Bellini, e poi indicata nel XVIII secolo come tavola in fondo d'oro di fattura assai antica da Andrea Pasta nel suo .
Il dipinto non fu subito assegnato al pittore di Averara, ma a un giovane Giovanni di Giacomo Gavazzi, da Carlo Marenzi nel 1824, artista di formazione belliniana. Angelo Pinetti nel 1931 nel suo Inventario assegnava l'opera al Antonio Boselli artista d'orientamento milanese esattamente come lo Scipioni.

## Descrizione e stile
Il dipinto ha le caratteristiche della scuola melanese, avvicinandosi alle opere degli artisti milanesi come il Ambrogio da Fossano che nel medesimo anno realizzava la Pala di Santo Spirito conservata nella chiesa di Santo Spirito all'ingresso di via Pignolo, nonché del Bramante e dello Zenale. Non era ancora giunto a Bergamo il rinascimento veneziano portato non solo da Lorenzo Lotto ma anche dai bergamaschi come Andrea Previtali.
La tela raffigura i santi rappresentati con i relativi attributi e posti a figura intera, sant'Apollonia è posta centralmente avvolta in un manto rosso con bordo dorato. Indossa la corona di regina e volge lo sguardo direttamente sull'osservatore. Regge nella mano destra la palma e nella sinistra la tenaglia con un dente simbolo del suo martirio. A sinistra san Lorenzo negli abiti talari. Con la sinistra regge i libro delle scritture mentre con la destra la palma e la graticola segno del suo martirio. San Defendente è posto a destra della santa. Regge lo scettro e la spada e indossa gli abiti militari. I personaggi sono inseriti in uno spazio che anticipa la navata di una chiesa con la volta a botte decorata con un cielo stellato. Due medaglioni raffiguranti a sinistra l'angelo annunciante e a destra la Vergine completano la parte superiore. Tra i santi si intravede la pavimentazione a scacchi bicolore che da profondità all'ambiente.
La pala fu trafugata nel 1986 e non recuperata. 